# 洪敏泰
洪敏泰（1948年2月11日—2020年8月7日），輔仁大學物理學系畢業，是國際電化集團創辦人洪建全及其妻洪游勉的四子，曾任建弘電子、普騰電子、泰瑞電子、新瑞電器、士特資電、中華職籃、集穎視訊、集品視訊等公司的經營者或創辦人，與其妻黃美雲育有2子1女，黃美雲移居美國。

## 生平
洪敏泰於1948年2月11日出生，就讀臺北市立建國高級中學時是橄欖球校隊成員。
- 1982年，洪敏泰負責家族企業「福利企業（建弘電子）」（Fu-li Electronic Industrial Co., Ltd.）。
- 1983年，建弘電子製造自創品牌“普騰”（PROTON）彩色電視機。
- 1984年，建弘電子發表現代化黑色造型的普騰電視機，搭配採用挑戰Sony口號「Sorry, Sony!」的電視廣告，打響名號，大幅外銷美國。普騰電視機被捧紅，建弘電子美國分公司卻因此負債新台幣20億元以上。洪建全要洪敏泰赴美國處理債務，洪敏泰卻負氣離開建弘電子。

- 1987年，洪敏泰在台北市圓山大飯店召開記者會，宣佈創立「泰瑞電子」製造自創品牌“泰瑞”（TERA）的電視機，並強調會在最短時間內讓泰瑞電子股票上市，最後開著保時捷928S離開會場。泰瑞電子開業三年內，在臺灣證券交易所股票上市。
- 1990年，泰瑞電子股價一度飆漲至新台幣300元。

- 1991年，洪敏泰成立家電連鎖通路商「新瑞電器」，但是控管不良，市場傳聞一些店長私吞貨款，導致五年內開25家店的新瑞電器慘賠新台幣11億元。

- 1995年，台灣進口家電關稅驟降，加上泰瑞電子經銷商獲利了結、紛紛退出經營，泰瑞電子陷入財務危機，利息高達新台幣20億元；同年，洪敏泰將泰瑞電子賣給三重幫的陳宏昌。1995年7月31日泰瑞電子改名為「泰瑞興業」，1998年9月2日泰瑞興業改名為「林三號國際發展」並轉做房地產。“泰瑞”品牌的中英文商標權分別被不同的公司取得，他們與泰瑞電子皆無關聯，卻都宣稱自家的“泰瑞”才是真正的“泰瑞”；其中，張慶祥經營的「泰瑞家電」所使用的“泰瑞”英文品牌是「TARM」而非「TERA」。
- 1995年9月，洪敏弘與洪敏昌被洪敏泰同時控告侵占與偽造文書，洪敏泰要求查看家族帳目。

- 1997年2月21日，新瑞電器解散。

- 2003年3月28日，士林地方法院裁定准許法務部行政執行署台北行政執行處拘提管收已被財政部台北市國稅局列為「欠稅大戶」的洪敏泰。
- 2003年4月1日，洪敏泰因為積欠稅款新台幣1億1500多萬元，向台北行政執行處報到說明，提不出具體償還計畫；同日傍晚，洪敏泰被送進臺灣士林看守所拘提管收91天。離開士林看守所之後三個月，洪敏泰賣掉其持有的土地，清償稅款。

- 2004年，洪敏泰被法院宣告破產，欠稅金額一筆勾銷，但仍需支付罰鍰新台幣3281萬元。

- 2004年2月12日，《蘋果日報 (台灣)》頭版頭條揭發，泰瑞家電把報廢的電視機換上新的外殼之後送往台灣各地大賣場販售。

- 2005年8月4日，洪敏泰召開記者會，宣布成立「集穎視訊」，總部設於普騰電子舊總部一樓，委託普騰電子代工製造自創品牌「集穎」（Genii）的高階液晶電視，同時發表集穎37吋1080p液晶電視。集穎視訊成立不到半年，由於市場反應不佳，加上股東內訌，最後宣告解散。

- 2008年10月21日，洪敏泰成立「集品視訊」（Image Research）製造自創品牌「集品」（JiPiN）的電視機，洪敏泰自任總經理；集品視訊同時發表採用10位元影像運算處理器的集品120Hz液晶電視（42吋與47吋），以廣告口號「Sorry Sony Again!」再次挑戰Sony。

- 2011年6月，法務部行政執行署首次將洪敏泰列為「禁奢大戶」，直到2011年底除名。
- 2012年7月4日，集品視訊解散。
- 2012年10月1日，法務部行政執行署再次將洪敏泰列為禁奢大戶。
- 2012年10月2日，法務部行政執行署士林分署傳喚洪敏泰到案說明，行政執行官認為他多次違反《行政執行法》「禁奢條款」（赴澳門賭博、吃魚翅等）、涉嫌隱匿財產，向士林地方法院聲請管收；洪敏泰直接向士林地方法院法官表示拒絕清償罰鍰，法官裁定將洪敏泰送往台北看守所管收。
- 2015年11月，洪敏泰母親洪游勉過世，留下新台幣數億元遺產，洪敏泰有五分之一繼承權，財政部台北國稅局發現後通報，法務部行政執行署士林分署火速查扣洪游勉名下資產。為繼承遺產，洪家人只好借錢給洪敏泰，終於繳清新台幣3281萬元罰鍰。
- 2020年6月24日，普騰電子解散。
- 2020年8月7日早上，洪敏泰禮佛時突然腹部劇痛，緊急送往三軍總醫院急救，因肝臟大動脈破裂造成大出血不治，享年73歲[2]。告別式當天，中華奧林匹克委員會主席林鴻道、前中華職籃總經理宋守智親臨吊唁。
- 2021年9月，原屬普騰電子持有之普騰商標移轉予國展音響。

## 資料來源
- 朱承賢， 〈洪敏泰控告洪敏弘、洪敏昌侵佔的鬩牆恩怨〉，《商業周刊》第407期，1995年9月11日
- 《蘋果日報 (台灣)》記者 調查報導，〈踢爆泰瑞TARM報廢電視充新貨賣〉[永久]，《蘋果日報 (台灣)》，2004年2月12日
- 林孟儀，〈創業二起二落 才學會沉住氣布局〉[]，《商業周刊》第926期，2005年8月22日
- 《萬寶週刊》編輯部，〈洪敏泰要對夏普說Sorry！〉 （页面存档备份，存于），《萬寶週刊》第620期，2005年9月2日
- 史榮恩 文、攝影，〈集品HD電視新登場 挑戰液晶極限〉[永久]，《聯合報》，2008年10月22日
- 吳秀樺 台北報導，〈洪敏泰新品牌集品 再戰新力〉[永久]，《蘋果日報 (台灣)》，2008年10月22日
- 祁安國，〈Sorry! SONY 電視教父重出江湖〉 （页面存档备份，存于），《聯合新聞網》，2008年10月23日
- 金仁晧，<電視教父欠稅被盯14年 洪敏泰繳清罰鍰3281萬> （页面存档备份，存于），《自由時報》，2016-01-04

## 外部連結
- 普騰電子 （页面存档备份，存于）

1. ↑  伍崇韜. . 聯合報. 1994-05-06.
2. ↑  文大培. . 愛傳媒. 2020-08-27  [2023-06-19]. （原始内容存档于2023-06-19）.